# Орго, Виктор Мартович
Виктор Мартович Орго (18 сентября (1 октября) 1907 года — 5 марта 1983 года) — конструктор водяных турбин, лауреат Ленинской и Сталинской премий.

## Биография
Родился в д. Короис Ялтинского уезда Таврической губернии.
Окончил Ялтинский техникум (1925) и втуз при Ленинградском металлическом заводе (1939).
В 1929—1964 работал на ЛМЗ: слесарь, технолог, конструктор, начальник отдела водяных турбин, с 1954 г. заместитель главного конструктора конструкторского отдела водяных турбин. Участвовал в разработке конструкции первых советских гидротурбин поворотно-лопастного типа мощностью 55 МВт для Угличской и Рыбинской ГЭС. Эти турбины в то время были самыми мощными в мире. Во время войны в составе конструкторско-монтажного бюро эвакуирован в Верхней Салде. Занимался реконструкцией гидротурбин Алапаевского и Нижнетуринского заводов (1941—1944).
В послевоенные годы участвовал в проектировании турбин для Молотовской, Днепровской, Волжской им. В. И. Ленина, Рыбинской и Камской гидроэлектростанций.
Профессор (1964). В 1964—1978 зав. кафедрой гидротурбин втуза при ЛМЗ.

## Награды
- Сталинская премия (1950) — за разработку конструкций, изготовление и ввод в эксплуатацию новых усовершенствованных гидротурбин мощностью 75 МВт для Днепровской ГЭС им. В. И. Ленина.
- Ленинская премия (1959) — за создание мощной поворотно-лопастной гидротурбины мощностью 126 МВт для Волжской ГЭС им. В. И. Ленина.

## Книги
- Гидротурбины. Рабочий процесс, конструкции, подобие и выбор [Текст] : учебное пособие / В. М. Орго. — Ленинград : ЛГУ, 1975. — 320 с. : ил. — 1.50 р.
- Орго, Виктор Мартович. Основы конструирования и расчета на прочность гидротурбин [Учеб. пособие для вузов по спец. «Гидравл. машины и средства автоматики»]. Ленинград Машиностроение. Ленингр. отд-ние 1978. 224 с. ил. 25 см